# 라메스와람

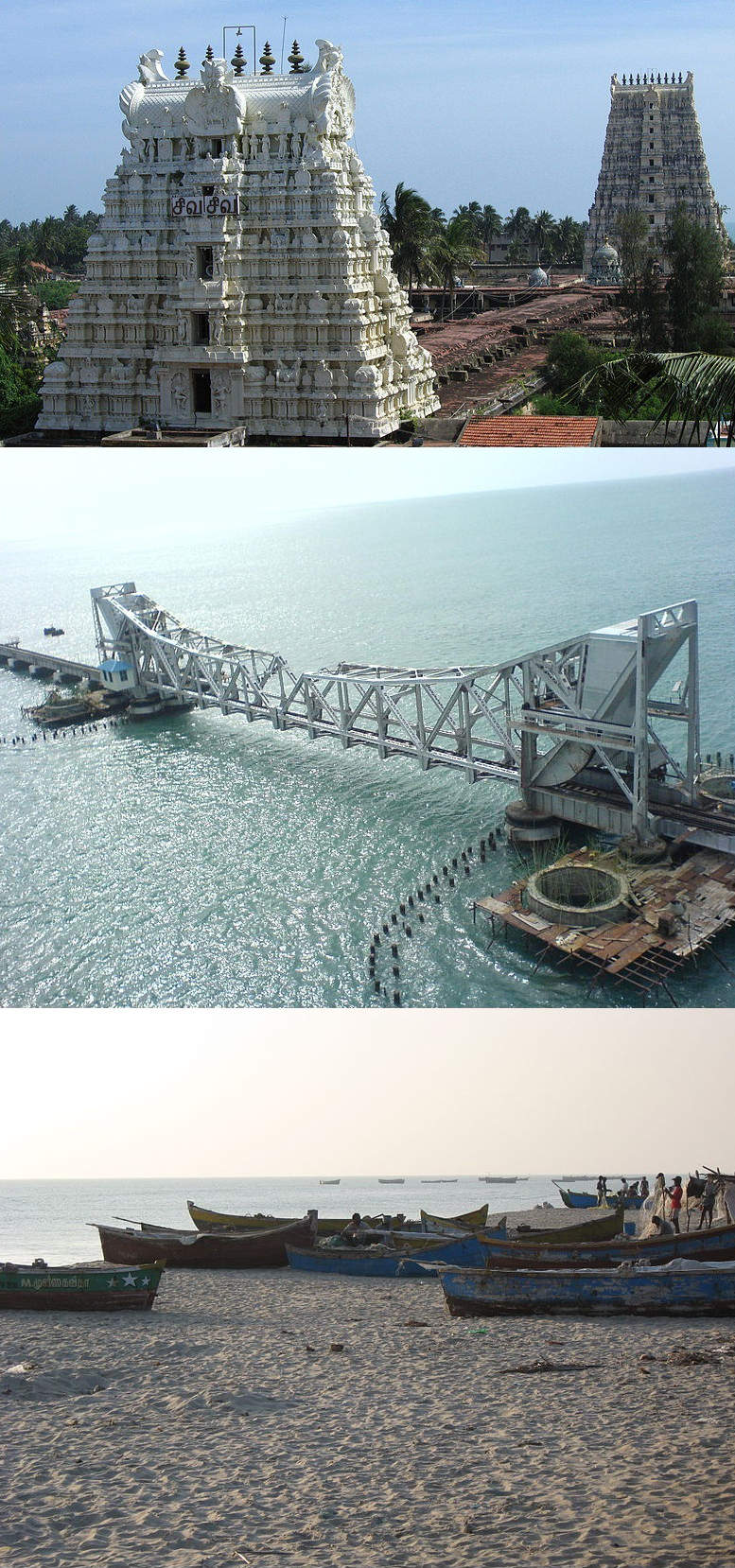
위에서부터: 라마나타스와미는 사원의 탑, 팜반대교, 그리고 어선 세트를 가지고 있다.

라메스와람(힌디어: रामेश्वरम शहर, 타밀어: இராமேசுவரம்)은 인도 타밀나두주의 라마나타푸람구의 지방 자치체이다. 팜반 해협으로 인도 본토와 분리된 팜반섬에 있으며 스리랑카 만나르섬에서 약 40km 떨어져 있다. 그것은 인도 반도 끝에 있는 만나르만에 있다. 라메스와람섬으로도 알려진 팜반섬은 팜반대교로 인도 본토와 연결되어 있다. 첸나이 역과 마두라이 역의 종착역이다. 바라나시와 함께 인도에서 힌두교인들에게 가장 신성한 장소 중 하나로 여겨지며, 차르담 순례의 일부이다.
힌두교의 고대 문헌에 따르면, 라마는 납치범인 라바나로부터 그의 아내 시타를 구하기 위해 바다를 건너 랑카로 가는 다리를 건설했다고 한다. 힌두교의 신 시바에게 바쳐진 사원은 도시의 중심에 있으며 라마, 시바와 밀접한 관련이 있다. 사원과 마을은 시바파와 비슈누파의 성지 순례지로 여겨진다.
라메스와람은 인도에서 스리랑카에 도달하는 두 번째로 가까운 지점이며 지질학적 증거는 라마의 다리가 인도와 스리랑카 사이의 이전 육지 연결이었다는 것을 암시한다. 이 마을은 세투사무드람 해운 운하 프로젝트, 카차티부, 스리랑카 타밀족 난민, 스리랑카군의 월경 활동 혐의로 현지 어부들을 붙잡아 뉴스에 보도되었다. 라메스와람은 1994년에 설립된 지방자치단체가 관리한다. 면적은 53km2이고 인구는 2011년 기준으로 44,856명이다. 관광업과 어업은 라메스와람에서 대부분의 노동력을 고용한다.

## 스리랑카와의 교류
라메스와람은 국경을 넘나드는 활동, 세투사무드람 운하 프로젝트, 카치티부, 스리랑카 타밀족 난민, 인도와 스리랑카 사이의 국가 간 밀수에 대한 스리랑카 해군의 공격, 체포 및 괴롭힘 의혹과 같은 어부 문제로 자주 헤드라인을 장식하고 있다. 강화된 밀수를 억제하기 위한 첫 단계로, 타밀나두주 정부는 30개의 해양 경찰서를 추가로 설립하여 이 주의 해안 지대 전체를 삼엄한 경계 하에 두었다.